# آنتونی بالاکوف
آنتونی بالاکوف (انگلیسی: Antoniy Balakov؛ زادهٔ ۱۴ دسامبر ۱۹۸۸) بازیکن فوتبال اهل بلغارستان است.
از باشگاه‌هایی که در آن بازی کرده است می‌توان به باشگاه فوتبال لیتکس لووچ اشاره کرد.